# Sant Salvador de Predanies
Sant Salvador de Predanies és una església romànica que es troba al nucli de Prats, del municipi de Prats i Sansor a la comarca de la Baixa Cerdanya. Està situada sobre un turó del serrat Solà. És un edifici protegit com a bé cultural d'interès local.

## Història
Surt documentada als danys causats per les tropes càtares del comte Ramon Roger I de Foix i del vescomte de Castellbò l'any 1198, que van assaltar i van saquejar l'església de Sancti Salvatoris de Predanies. Reconstruint-se a la darreria del segle xii amb volta de pedra i amb contraforts laterals exteriors. L'any 1963, després d'una nova restauració, l'altar va ser consagrat per l'abat Escarré de Montserrat.

## L'edifici

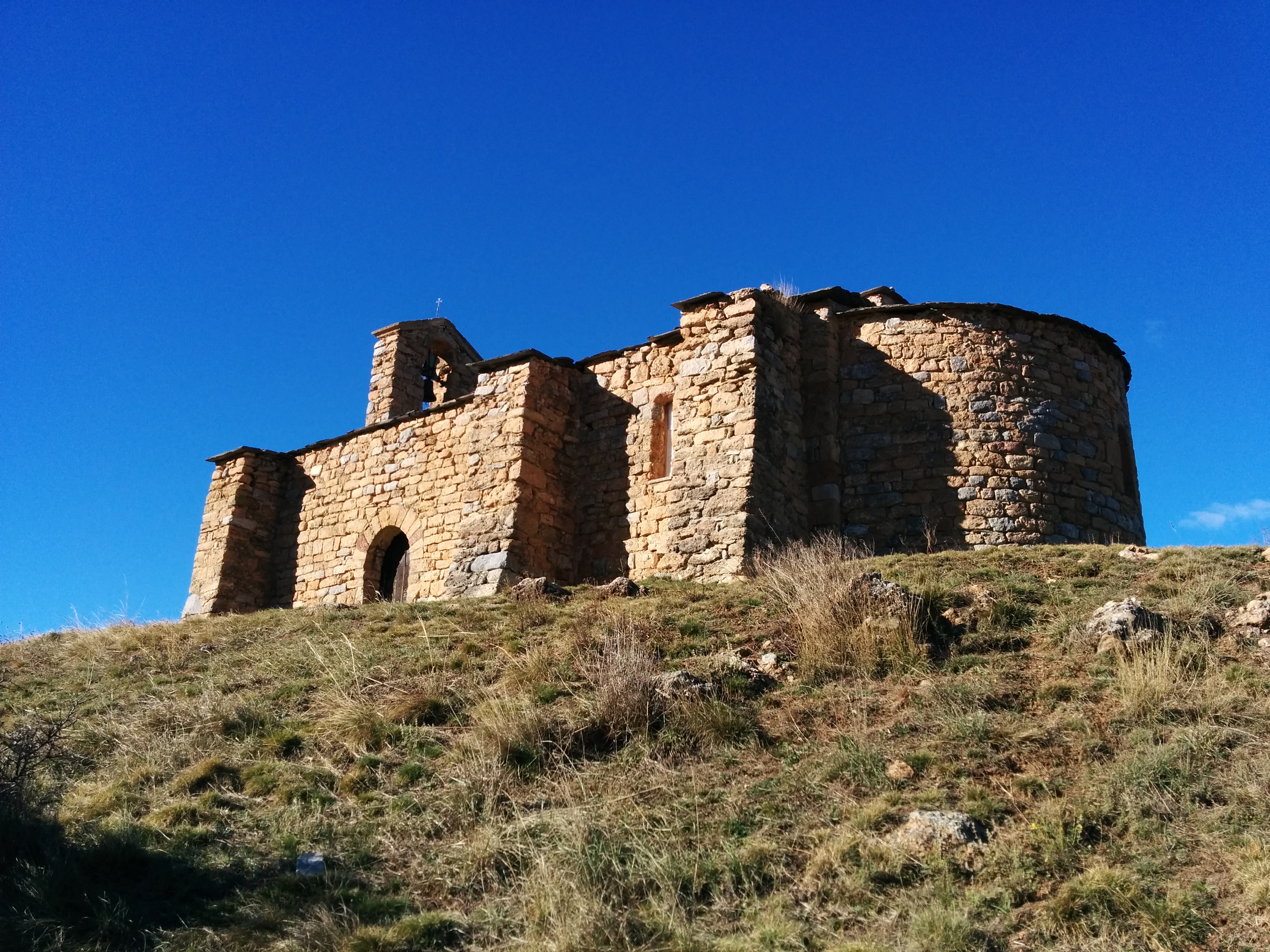

Consta d'una sola nau amb absis semicircular i una petita capella lateral a l'esquerra amb un arc de mig punt i una finestra. En l'absis s'obre una finestra absidal de mig punt. Entrant a la dreta s'observen uns esglaons i una obertura de mig punt, avui tapada, que era l'antiga porta. La porta original es troba a la paret del migdia amb arc de mig punt realitzat amb dovelles rústegues. La porta de l'entrada principal amb un petit òcul i el campanar de cadireta a la mateixa façana són modificacions més tardanes. Damunt de la porta s'obre un ull i s'aixeca el campanar amb espadanya d'una sola obertura, on hi ha una gran esquella com a campana. La construcció és amb pedra calcària ben tallada i arrebossada.